# Xia Jiong
Jiong was volgens de traditionele Chinese historiografie de twaalfde heerser van de Xia-dynastie. Hij komt in de traditionele bronnen ook voor onder de naam 'Ju' of 'Yu'. Hij was de jongere broer van Bu Jiang, de elfde heerser van de dynastie, die vrijwillig aftrad ten gunste van Jiong. Volgens de Bamboe-annalen regeerde hij 18 jaar. Zijn residentie werd niet vermeld. Bu Xiang, zijn voorganger, zou in het tiende regeringsjaar van koning Jiong zijn gestorven. Jiong werd opgevolgd door zijn zoon Jin.